# Roman Danilov
Roman Guennadievitch Danilov (en russe : Роман Геннадьевич Данилов) est un joueur russe de volley-ball né le 4 janvier 1985 à Bakou (RSS d'Azerbaïdjan). Il mesure 2,08 m et joue réceptionneur-attaquant. Il est international russe.

## Clubs
| Club                      | De        | À         |
| ------------------------- | --------- | --------- |
| Lokomotiv Belgorod        | 2002-2003 | 2007-2008 |
| Metalloinvest Stary Oskol | 2008-2009 | 2008-2009 |
| Lokomotiv Novossibirsk    | 2009-2010 | 2009-2010 |
| Oural Oufa                | 2010-2011 | 2010-2011 |
| Iskra Odintsovo           | 2011-2012 | 2012-2013 |
| Oural Oufa                | 2013-2014 | ...       |

## Palmarès
- Championnat du monde des moins de 21 ans (1)
  - Vainqueur : 2005
- Championnat d'Europe des moins de 21 ans (1)
  - Vainqueur : 2004
- Championnat d'Europe des moins de 19 ans (1)
  - Vainqueur : 2003
- Ligue des champions (2)
  - Vainqueur : 2003, 2004
- Championnat de Russie (3)
  - Vainqueur : 2003, 2004, 2005
  - Finaliste : 2006
- Coupe de Russie (3)
  - Vainqueur : 2003, 2005, 2010